# Rueglio
Rueglio (en français Rueil) est une commune italienne de la ville métropolitaine de Turin, dans la région Piémont.

## Géographie
La commune se trouve en Val Chiusella et fait partie de la Comunità Montana Val Chiusella. Le village est situé à un kilomètre environ du ruisseau Chiusella, sur la rive droite.

## Administration
| Période                                  | Période  | Identité                   | Étiquette | Qualité |
| ---------------------------------------- | -------- | -------------------------- | --------- | ------- |
| 1887                                     |          | Domenico Vercellano        |           | Maire   |
| 1902                                     |          | Martino Pezzana            |           | Maire   |
| 23 avril 1995                            |          | Pietro Giovanni Ragionieri |           | Maire   |
| 13 juin 1999                             |          | Diego Pierfederico Perotto |           | Maire   |
| 7 juin 2009                              |          | Sergio Cordero             |           | Maire   |
| 25 mai 2014                              | En cours | Gabriella Laffaille        |           | Maire   |
| Les données manquantes sont à compléter. |          |                            |           |         |

### Communes limitrophes
Trausella, Meugliano, Castellamonte, Alice Superiore, Vico Canavese, Issiglio, Pecco, Castelnuovo Nigra, Vistrorio.